# Hippodrome de Munich Riem

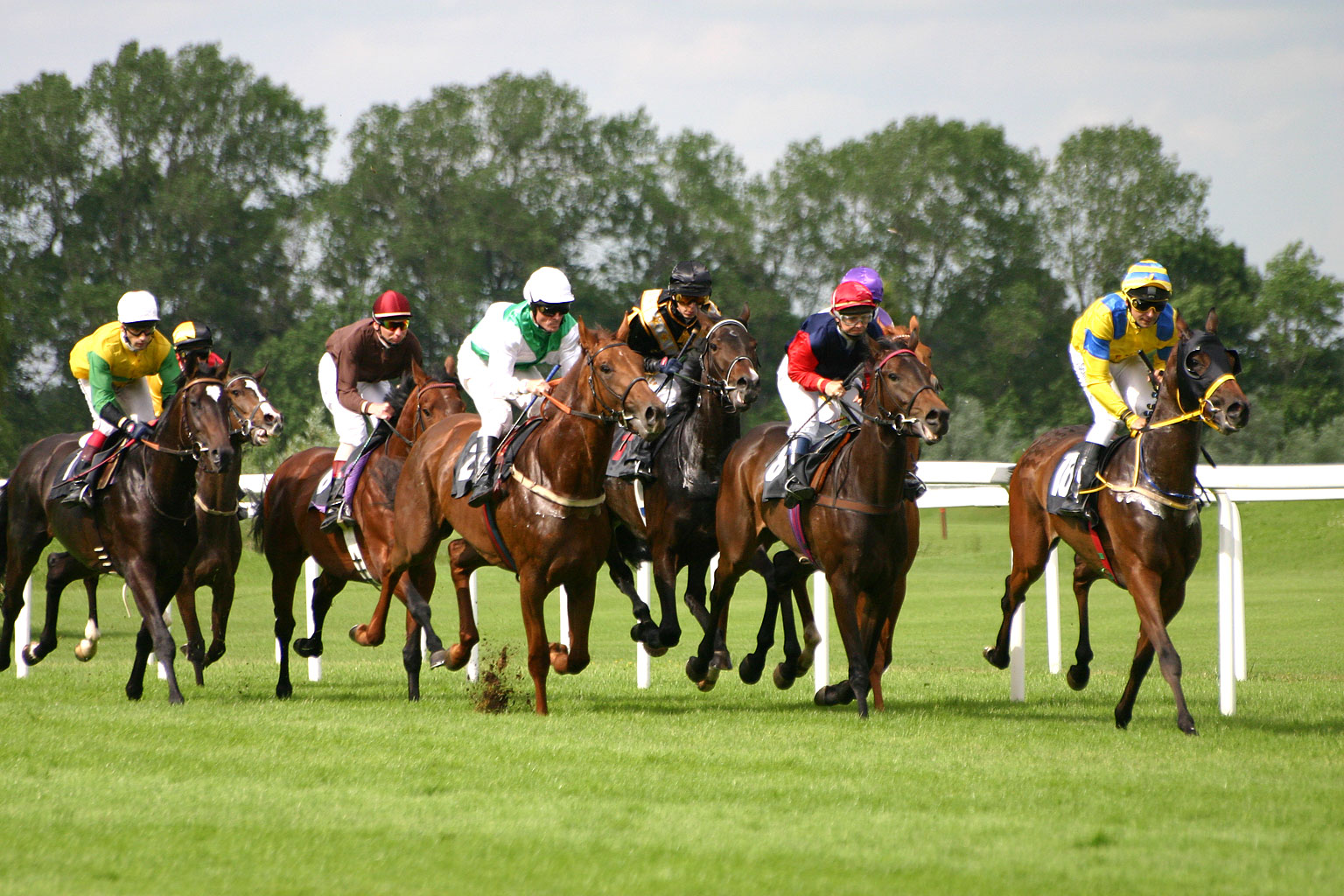
Course de chevaux

 (avril 2025).
Si vous disposez d'ouvrages ou d'articles de référence ou si vous connaissez des sites web de qualité traitant du thème abordé ici, merci de compléter l'article en donnant les références utiles à sa vérifiabilité et en les liant à la section « Notes et références ».
L'hippodrome de Munich Riem est un hippodrome exploité par le club de course de Munich, fondé en 1865, depuis 1897. Auparavant, des courses de chevaux avaient lieu sur la célèbre Theresienwiese ou sur l'Oberwiesenfeld . Aujourd'hui, l'hippodrome de Riem est le seul hippodrome de Bavière et abrite le deuxième plus grand centre d'entraînement d'Allemagne. De plus, le chemin de fer est l'un des plus importants d'Allemagne.

## Description
La piste a une circonférence d'environ 1860 m, les pistes vont de 1000 m (voie droite) à 2800 m dans les courses de plat. Environ 230 chevaux sont actuellement pris en charge par huit entraîneurs sur la propre piste d'entraînement du club hippique. Il y a 13 jours de courses par an, de début avril à début novembre.
Les dernières courses d'obstacles eurent lieu à Munich en 2005. La crise sur le territoire allemand rend de plus en plus difficile la tenue de courses et surtout de courses d'obstacles.
Dans une course, le 23 juin 1899, le duc Siegfried en Bavière (1876–1952) tomba si malheureusement sur l'hippodrome de Munich Riem qu'il subit des lésions cérébrales permanentes et tomba malade mentalement.

## Voir également
- Liste d'hippodromes